# Ectophasia atripennis
Ectophasia atripennis är en tvåvingeart som först beskrevs av Townsend 1927.  Ectophasia atripennis ingår i släktet Ectophasia och familjen parasitflugor. Inga underarter finns listade i Catalogue of Life.